# Řeka (rybník)
Řeka je rozlehlý rybník na řece Doubravě, který se nachází na území Starého Ranska jižně od Krucemburku v okrese Havlíčkův Brod v Kraji Vysočina v nadmořské výšce 550 m. S plochou 43,0 ha a celkovým objemem 650 tis. m³ se jedná o největší vodní nádrž v povodí Doubravy.

## Využití
Rybník je využíván k chovu ryb a vzhledem k čistotě vody, která je zde pravidelně monitorována i k rekreačním účelům.

## Příroda
Při vtoku Doubravy do rybníka se nachází na ploše 16,06 ha přírodní rezervace Řeka, vyhlášená v roce 1990. Jedná se o slatinné louky a mokřady s výskytem celé řady vzácných a ohrožených druhů rostlin.